# Джибріль Уаттара
Джибріль Уаттара (фр. Djibril Ouattara, нар. 19 вересня 1999, Бобо-Діуласо) — буркінійський футболіст, нападник марокканського клубу «Олімпік» (Сафі) та національної збірної Буркіна-Фасо.

## Клубна кар'єра
Народився 19 вересня 1999 року в місті Бобо-Діуласо. У дорослому футболі дебютував 2017 року виступами за команду «АСФ Бобо-Діуласо», в якій провів півтора сезони. В сезоні 2017/18 забив 15 голів у чемпіонаті Буркіна-Фасо, допомігши команді здобути перемогу у національній першості та ставши її найкращим бомбардиром.
Наприкінці 2018 року перейшов до марокканського клубу «Ренессанс Беркан», де спочатку був гравцем резерву, а до основного складу потрапив лише із сезону 2020/21. У серпні 2021 року був відданий в оренду до «Олімпіка» (Сафі) терміном на один сезон.

## Виступи за збірні
2019 року залучався до складу молодіжної збірної Буркіна-Фасо. На молодіжному рівні зіграв у 2 офіційних матчах.
2018 року дебютував в офіційних матчах у складі національної збірної Буркіна-Фасо в рамках тогорічного чемпіонату африканських націй. Згодом був включений до заявки збірної на Кубок африканських націй 2021 року, що проходив на початку 2022 року в Камеруні. На цьому турнірі взяв участь у двох матчах — півфіналі та грі за третє місце, в якій відзначився дебютним голом за національну команду.
| Дата      | Місто  | Господарі    | Результат               | Гості   | Турнір                                            | Голи | Примітки |
| --------- | ------ | ------------ | ----------------------- | ------- | ------------------------------------------------- | ---- | -------- |
| 24-1-2018 | Танжер | Буркіна-Фасо | 1 – 1                   | Камерун | Чемпіонат африканських націй 2018 - 1-й етап      | -    | 92'      |
| 2-2-2022  | Яунде  | Буркіна-Фасо | 1 – 3                   | Сенегал | Кубок африканських націй 2021 - півфінал          | -    | 81'      |
| 5-2-2022  | Яунде  | Буркіна-Фасо | 3 – 3 д.ч. (3 – 5 п.п.) | Камерун | Кубок африканських націй 2021 - гра за 3-тє місце | 1    | 90+4'    |
| Усього    |        | Матчів       | 3                       |         | Голів                                             | 1    |          |

## Титули і досягнення
- Переможець Африканських ігор: 2019
- Володар Кубка конфедерації КАФ (1):

«Ренессанс Беркан»: 2019-2020